# Cittaslow
Cittaslow, letterlijk Langzame stad, is een internationaal keurmerk voor gemeenten die op het gebied van leefomgeving, landschap, streekproducten, gastvrijheid, milieu, infrastructuur, cultuurhistorie en behoud van identiteit goed scoren. Deze gemeenten mogen niet meer dan 50.000 inwoners hebben. De oorsprong van Cittaslow ligt in de Italiaanse plaats Orvieto en is geïnspireerd op de Slow Food beweging.
In 1999 werd de organisatie opgericht door de burgemeesters van Orvieto, Bra, Greve in Chianti en Positano. Deze gemeenten waren al actief in de Slow Food beweging waar Cittaslow op geïnspireerd is.
Op 28 juni 2008 werd de gemeente Midden-Delfland, "met een open veenweidegebied en de karakteristieke dorpen" tussen de steden Delft, Den Haag en Rotterdam de eerste Nederlandse gemeente met een Cittaslow keurmerk.

## Gemeenten en steden met Cittaslow-keurmerk

### Australië
- Goolwa
- Katoomba

### België
- Opzullik
- Maaseik

### Denemarken
- Svendborg

### Duitsland
- Bad Essen
- Deidesheim
- Hersbruck
- Lüdinghausen
- Marihn
- Nördlingen
- Schwarzenbruck
- Überlingen
- Waldkirch
- Wirsberg

### Frankrijk
- Cazaubon
- Créon
- Labastide d’Armagnac
- Labouheyre
- Lectoure
- Le Haillan
- Loix
- Mirande
- Saint Antonin Noble Val
- Samatan
- Segonzac
- Simorre
- Valmondois

### Groot-Brittannië
- Aylsham
- Berwick-upon-Tweed
- Cockermouth
- Diss
- Ludlow
- Linlithgow
- Mold
- Perth

### Italië
- Abbiategrasso
- Acqualagna
- Acquapendente
- Amalfi
- Amelia
- Anghiari
- Asolo
- Barga
- Borgo Val di Taro
- Bazzano (in 2014 opgegaan in Valsamoggia)
- Bra
- Brisighella
- Bucine
- Caiazzo
- Casalbeltrame
- Castel San Pietro Terme
- Castelnovo ne' Monti
- Castelnuovo Berardenga
- Castiglione del Lago
- Castiglione Olona
- Cerreto Sannita
- Chiavenna
- Chiaverano
- Cisternino
- Città della Pieve
- Civitella in Val di Chiana
- Cutigliano
- Fontanellato
- Francavilla al Mare
- Galeata
- Giffoni Valle Piana
- Giuliano Teatino
- Gravina in Puglia
- Greve in Chianti
- Guardiagrele
- Levanto
- Massa Marittima
- Monte Castello di Vibio
- Montefalco
- Morimondo
- Orsara di Puglia
- Orvieto
- Pellegrino Parmense
- Penne
- Pianella
- Piossasco
- Pollica
- Positano
- Pratovecchio
- Preci
- San Daniele del Friuli
- San Gemini
- San Miniato
- San Vincenzo
- Santa Sofia
- Scandiano
- Stia
- Suvereto
- Teglio
- Tirano
- Todi
- Torgiano
- Trani
- Trevi
- Zibello

### Nederland
- Midden-Delfland (2008)
- Alphen-Chaam (2010)
- Borger-Odoorn (2010)
- Heerde
- Vaals (2011)
- Echt-Susteren (2015)
- Westerwolde (2015)
- Eijsden-Margraten (2016)
- Vianen (2016)
- Peel en Maas (2018)
- Gulpen-Wittem (2018)

De gecertificeerde gemeenten gaan samenwerken om het leefklimaat verder te verbeteren, ervaring en kennis te delen en om ideeën op te doen.

### Noorwegen
- Sokndal
- Levanger
- Eidskog

### Oostenrijk
- Enns

### Polen

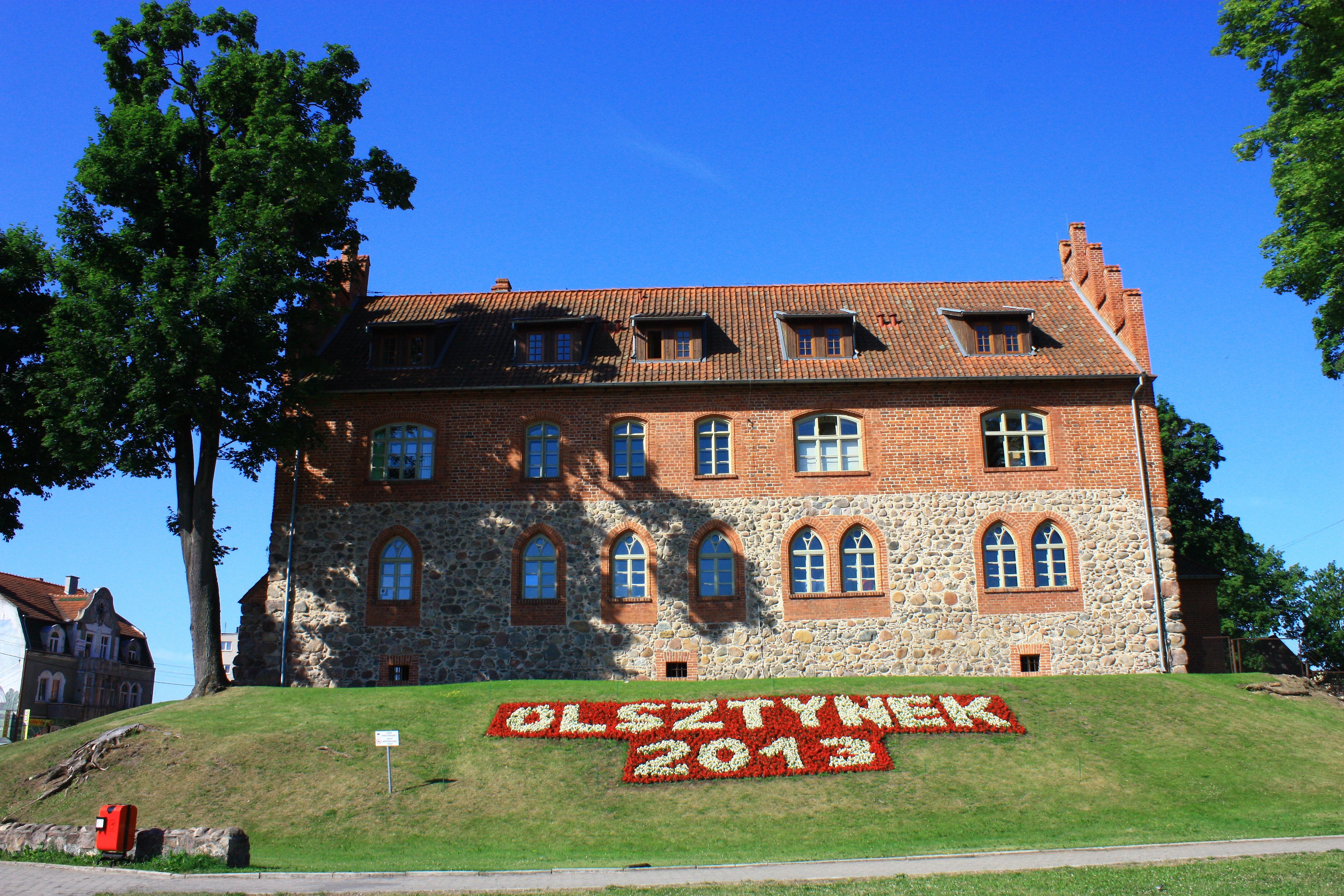
Olsztynek

- Reszel
- Biskupiec
- Bisztynek
- Lidzbark Warmiński
- Olsztynek

### Portugal
- Tavira
- Lagos
- São Brás de Alportel
- Silves

### Spanje
- Begur
- Bigastro
- Lekeitio
- Mungia
- Pals
- Rubielos de Mora

### Zuid-Korea
- Damyang
- Hadong
- Jangheung
- Shinan
- Wando

### Zweden
- Falköping

### Zwitserland
- Mendrisio